# 時の彩り
『時の彩り』（ときのいろどり）は、吉岡亜衣加の3枚目のオリジナルアルバム。2011年7月13日にティームエンタテインメントから発売された。

## 概要
薄桜鬼関連タイアップ曲が多数収録されている。初回限定盤には、「舞風」のミュージッククリップのフルver.と今までに発売されたゲーム「薄桜鬼 随想録 ポータブル」以降の「薄桜鬼」シリーズのテロップ入りオープニングムービーを収録したDVDが付属されている。

## 収録曲
1. 舞風 [4:08]
作詞：森由里子、作曲：上野義雄、編曲：太田美知彦
  - テレビアニメ『薄桜鬼』オープニングテーマ
2. 時の栞 [4:05]
作詞：上園彩結音、作曲・編曲：上野義雄
  - PSPゲーム『薄桜鬼 随想録ポータブル』オープニングテーマ
3. 光の蝶 [3:55]
作詞：上園彩結音、作曲・編曲：小野貴光
  - PSPゲーム『薄桜鬼 随想録ポータブル』エンディングテーマ
4. 天ノ華 [4:42]
作詞：森由里子、作曲・編曲：鶴由雄
  - アニメ『薄桜鬼』ドラマCDテーマソング
5. 心絵綴り [4:14]
作詞：上園彩結音、作曲：黒須克彦、編曲：戸田章世
6. 響ノ空 [4:36]
作詞：磯谷佳江、作曲：小野貴光、編曲：戸田章世
  - DSゲーム『薄桜鬼 随想録DS』オープニングテーマ
7. はじまりの詩 [4:29]
作詞：上園彩結音、作曲：上野義雄、編曲：安瀬聖
  - DSゲーム『薄桜鬼 随想録DS』エンディングテーマ
8. 風色ステップ [4:11]
作詞：上園彩結音、作曲・編曲：鶴由雄
  - DSゲーム『薄桜鬼 遊戯録DS』オープニングテーマ
9. ポケット・キャンディー [4:04]
作詞・作曲：吉岡亜衣加、編曲：松美夜孤雨平
  - DSゲーム『薄桜鬼 DS』エンディングテーマ
10. ラブレター [4:57]
作詞・作曲：吉岡亜衣加、編曲：戸田章世
11. 消えない虹 [4:42]
作詞：上園彩結音、作曲・編曲：小野貴光
  - PS2ゲーム『薄桜鬼 黎明録』エンディングテーマ
12. 風遙か [4:41]
作詞：上園彩結音、作曲・編曲：小野貴光
  - PS2ゲーム『薄桜鬼 黎明録』OPテーマ
13. 天葉 [5:16]（ボーナストラック）
作詞・作曲：吉岡亜衣加、編曲：土屋雅夢
  - 静岡県掛川市掛川茶ブランド『天葉』イメージソング

DVD（初回限定盤のみ）
1. 舞風（ミュージッククリップフルver.）
2. 時の栞（「薄桜鬼 随想録ポータブル」オープニングムービー）
3. 風遙か（「薄桜鬼 黎明録」オープニングムービー）
4. 響ノ空（「薄桜鬼 随想録DS」オープニングムービー）
5. 風色ステップ（「薄桜鬼 遊戯録DS」オープニングムービー）